# معمار منظر

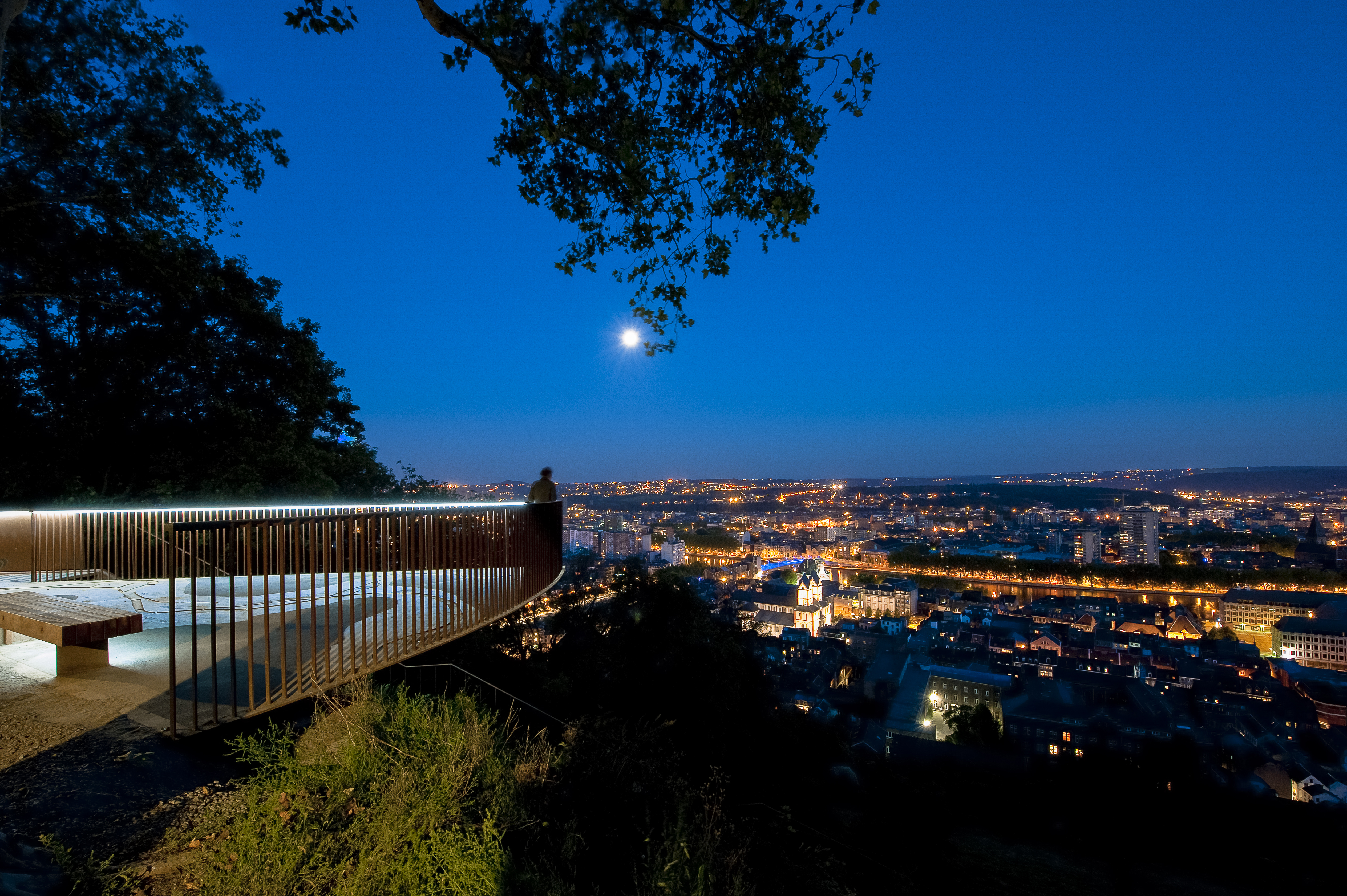
نمونه‌ای از معماری منظر

معمار منظر (انگلیسی: Landscape architect) فردی است که در رشته معماری منظر تحصیل کرده‌است. عمل معماری منظر شامل: تجزیه و تحلیل سایت، موجودی سایت، برنامه‌ریزی سایت، برنامه‌ریزی زمین، طراحی کاشت، درجه‌بندی، مدیریت آب، طراحی پایدار، مشخصات ساخت‌وساز و اطمینان از مطابقت کلیه نقشه‌ها با قوانین ساختمان فعلی و تطبیق با مقررات محلی و کشوری می‌باشد. قدمت معماری منظر به برخی از قدیمی‌ترین فرهنگ‌های بشری برمی‌گردد.